# Пивер, Леонид Григорьевич
Леони́д Григо́рьевич Пивер (настоящее имя Лев; 4 января 1927, Артёмовск, Донецкая область, Украинская ССР, СССР 
— 8 декабря 2015, Челябинск, Российская Федерация) — советский, российский телережиссёр. Заслуженный работник культуры Российской Федерации (1997).

## Биография
Один из первых режиссёров Челябинской студии телевидения (ЧСТ) (1960—1995), позднее Челябинской Государственной телерадиовещательной компании (ЧГТРК).
Десятки подготовленных Пивером передач транслировались по Центральному телевидению: «Алло, мы ищем таланты!», «Наш адрес — Советский Союз». Некоторые программы режиссёра стали прообразом всесоюзных, среди них — телевизионный фестиваль молодых исполнителей «Юность комсомольская моя» (1983) и телеконкурс исполнителей советской песни с таким же названием (1984), развлекательная передача «Есть ли в вашей семье Шерлок Холмс?» (1983), «Звезды XXI века».
Активно участвовал в общественной жизни города Челябинска, являясь режиссёром-постановщиком больших городских праздников, театрализованных вечеров и фестивалей. Частый автор и ведущий капустников в Челябинском Доме актёра. Занимался преподавательской деятельностью.

## Карьера
1943—1945 — работает в электорцехе Челябинского трубопрокатного завода.
1946—1958 — после окончания войны пытается проявить себя в творческих профессиях. Работает культорганизатором, экскурсоводом, фотографом, физруком.
Перед открытием ЧСТ работает внештатным фотокорреспондентом в челябинской
молодёжной газете «Сталинская смена», позднее «Комсомолец».
1958, июль — телеоператор на ЧСТ.
1959 — первый телевизионный фильм-концерт ЧСТ «Поют тракторозаводцы» (совместно с Изольдой Кислициной (Тросман) — редактор, Рафаилом Эйленкригом — оператор, Кларой Кузьминой — звукорежиссёр).
1960 — телефильм «Авария».
1961 — короткометражный телефильм «Существуете ли вы, мистер Джонс?» (по одноимённому рассказу Станислава Лема).
1968 — фильм-балет «Болеро», первый цветной фильм ЧСТ.
1960—1995 — автор большинства созданных на ЧСТ телеверсий музыкальных и драматических спектаклей гастролирующих театров Союза в г. Челябинске.

## Фильмография

### Режиссёр
- 1960 — Авария (телефильм). Телеверсия спектакля по мотивам одноименной повести Фридриха Дюрренматта. Исполнители — артисты Московского драматического театра им. А. С. Пушкина.
- 1968 — Болеро (фильм). Фильм-балет на музыку Мориса Равеля. Исполнители — артисты балета Челябинского государственного театра оперы и балета им. И. Глинки.
- 1987 — Игра в детектив. Выпуск 1. (совместно с Виктором Крюковым, Центральное телевидение, Главная редакция литературно-драматических передач)[7].

## Интересные факты
- Телефильм «Авария» (1960) монтировался на Свердловской киностудии. В главной роли Юрий Горобец (Водитель). В остальных ролях артисты Московского драматического театра им. А. С. Пушкина. В 1975 году по этой повести с таким же названием на «Мосфильме» выходит художественный фильм режиссёра Витаутаса Жалакявичюса.

- Фильм-балет «Болеро» (1968) — первый цветной фильм на Челябинской студии телевидения. Монтировался на Алма-Атинской киностудии за монтажным столом, где с 1941 по 1943 год Сергей Эйзенштейн монтировал вторую часть фильма «Иван Грозный».

- Игра в детектив. Выпуск 1 (совместно с Виктором Крюковым, Центральное телевидение, 1987). На Челябинском телевидении эта развлекательно-познавательная передача шла под названием «Есть ли в вашей семье Шерлок Холмс?» (соавтор тележурналист Самуил Гершуни)[8]. Музыку написал лидер группы «Центр» Василий Шумов.